# 朴善英 (新聞主播)
朴善英（韓語：박선영；1982年1月25日—）韓國同德女子大學圖書館與信息部學士，2007年加入SBS株式會社，早期並較多參與《星期天真好 - 奇蹟的勝負師》等等的綜藝性節目，往後開始《進入!電影世界》、奧運節目及《SBS8 新聞》的主持工作，從而成為其中一位具標誌性的女主播

。2014年7月，離開SBS株式會社出國進修。2015年11月，回到韓國。現在SBS Power FM(107.7 MHz)主持電台節目《朴善英的Cine Town》及SBS新聞節目《SBS新聞揭示》和《好奇的故事Y》。2016年開始，主持足球節目《足球雜誌GO!》，於2020年2月離開SBS株式會社，宣布獨立成為自由職業主持人，在同年4月與SM C&C簽約。

## 社會義務
- 2008年「檢察署榮譽檢察官」
- 2011年 12週一「諧振選形象大使」
- 2012年－2014年「中央選舉委員會大使」
- 2016年「統計經濟普查大使」

## 獎項
- 2009年SBS演藝大賞播音員賞

## 工作

### 新聞節目
- 《SBS 8新聞》（每週）（2008年 5月10日 - 2011年 3月20日）
- 《SBS 8新聞》（每日）（2011年 3月21日 - 2014年 7月18日）
- 《2010年SBS人民的選擇》（6月2日地方選舉中）
- 《2012年SBS人民的選擇》（19議會選舉，總統選舉18）
- 《2014年SBS人民的選擇》（6月4日地方選舉中）
- 《2016年SBS人民的選擇》（20議會選舉）
- 《特別現場，與總統對話》(SBS)
- 《SBS新聞揭示（朝鲜语：SBS_뉴스토리）》

### 文化節目
- 《SBS藝術圖庫（朝鲜语：SBS_애니갤러리）》
- 《永恆的挑戰》(SBS)
- 《早上好（朝鲜语：좋은_아침）》(SBS)
- 《2012水質獎：環保建議》(SBS)

### 體育節目
- 《SBS 2010年溫哥華冬季奧林匹克運動會》
- 《SBS 2012年倫敦奧林匹克運動會》
- 《SBS 2014年索契冬季奧林匹克運動會》
- 《SBS 2016年里約熱內盧奧林匹克運動會》
- 《Football magazines，GO!（朝鲜语：풋볼매거진_골!）》(SBS)

### 綜藝節目
- 《進入!電影世界》(SBS)
- 《星期天真好 - 奇蹟的勝負師》[7](SBS)
- 《中秋明星情侶choegangjeon》(SBS)
- 《Running Man》 EP.166 (SBS)
- 《一代又一代，億競猜節目》(SBS)
- 《好奇的故事Y（朝鲜语：궁금한_이야기_Y）》(SBS)
- 《星期六真好（朝鲜语：토요일이_좋다）- 白鍾元的三大天王》20160326 EP-30 特別MC[8](SBS)
- 《深夜正式演藝》(SBS)
- 《反正要上班（朝鲜语：아무튼 출근）》(MBC)
- 《魔女體力籃球部》(JTBC)

### 電台廣播節目
- 《Cultwo Show（朝鲜语：두시탈출_컬투쇼）》(SBS)
- 《朴善英的Cine Town（朝鲜语：씨네타운）》(SBS)

## 外部連結
- 朴善英的X（前Twitter）
- 朴善英新聞主播 （页面存档备份，存于） - namu.wiki
- 朴善英新聞主播 - SBS官方網頁
- 朴善英的Cine Town （页面存档备份，存于）－官方網頁